# Палата представителей кампучийского народа
Пала́та представи́телей кампучи́йского наро́да или Собра́ние народных представи́телей (кхмер. សភាតំណាងប្រជាជនកម្ពុជា) — однопалатный парламент Демократической Кампучии (Камбоджа в период правления Красных кхмеров, 1975—1979 годы). Сформирован 5 января 1976 года после формально демократических выборов и состоял из 250 депутатов.
После захвата Пномпеня вьетнамскими войсками 7 января 1979 года и свержения Красных кхмеров этот парламент, как и Демократическая Кампучия фактически прекратили существование.

## Выборы
Парламент был сформирован по итогам выборов, в которых право голоса имела только часть жителей страны. Красные кхмеры определили несколько категорий граждан, самые многочисленные из них были «старые жители» и «новые жители». К «старым жителям» Красные кхмеры отнесли жителей районов Камбоджи, которые Красные кхмеры контролировали длительное время, в-основном это были жители сельской местности. Категорию «новых жителей» составили из жителей районов, которые до победы красных кхмеров были под контролем правительства Лон Нола. Кроме того, были отдельные категории для бывших буржуа, госслужащих прежнего правительства, бывших военных, интеллигенции и прочие.
В 1980-х камбоджийцы вспоминали, что до голосования кандидаты в народные представители встречались с избирателями, рассказывали о себе и о своей будущей работе в парламенте. Также по воспоминаниям камбоджийцев, в некоторых округах выборы были альтернативными (с двумя или несколькими кандидатами), но на большинстве участков избиратели голосовали за единственного кандидата.

## Деятельность
Собрание народных представителей было верховным органом государства Демократическая Кампучия. В марте 1976 года прошла единственная сессия этого парламента, на которой депутаты впервые увидели руководителей Красных кхмеров. (Они до того в большинстве своём были неизвестны широкой публике, единственным известным человеком из них был Кхиеу Сампхан — министр иностранных дел в Правительстве национального единства во время правления короля Нородома Сианука. При этом только Кхиеу Сампхан фигурировал под настоящим именем, остальные были представлены депутатам под революционными кличками, а настоящие их имена не оглашались.)
На этой сессии была принята Конституция Демократической Кампучии, утверждены гимн, герб и флаг новой страны, сформирован Государственный Президиум во главе с Кхиеу Сампханом, избраны (утверждены по предложению Красных кхмеров)  —  председателем Собрания — Нуон Чеа, главой правительства — Пол Пот.

## Состав
Постоянный комитет:
1. Нуон Чеа
2. Нуон Канг
3. Пеу Су
4. Рос Ним (Рос Нхим)
5. Са Сеан
6. Мей Чхам
7. Кенг Сок
8. Мат Лы
9. Танг Сы
10. Рос Преап